# Lycidocerus sanguineus
Lycidocerus sanguineus är en skalbaggsart som beskrevs av Chemsak och Linsley 1976. Lycidocerus sanguineus ingår i släktet Lycidocerus och familjen långhorningar.
Artens utbredningsområde är Costa Rica. Inga underarter finns listade i Catalogue of Life.